# هيدروجين فلزي
الهيدروجين الفلزّي أو الهيدروجين المعدني هي حالة للهيدروجين تنتج عندما يخضع لضغط عالي وتحول طوري. ويعتقد أن الهيدروجين الفلزي يحتوي على بنية بلورية ضمن نواته (بشكل رئيسي بنية بين البروتونات) وتكون الفراغات صغيرة وأصغر من نصف قطر بور. بالإضافة إلى ذلك فإن الفراغ يكون شبيه طول دي بروي الموجي للالكترونات. وتكون الإلكترونات غير متراكبة وتسلك سلوك كإلكترونات التوصيل في المعادن. في حالة الهيدروجين الفلزي السائل لا يوجد للبروتونات بنية شبكية.

رسم تخطيطي لكوكب المشتري، بنيته، معالمه السطحية، حلقاته، وأقماره الداخلية. تم رسم هذا المخطط بدقة وفقًا للمواصفات الموجودة في المصادر. ومع ذلك، فإن العلماء ليسوا متأكدين في الواقع مما إذا كان لكوكب المشتري نواة فعلية أو إذا كان هناك بالفعل ما يسمى بالهيدروجين المعدني، حتى الآن فإن الأمر نظري بحت.

## تعدين الهيدروجين تحت الضغط
يعتقد أن الهيدروجين ينتمي إلى الفلزات القلوية ضمن عموده الخاص في الجدول الدوري لكنه يخضع لظروف غير عادية. وقد تنبأ كل من الفيزيائيين يوجين ويغنر وهيلارد بيل هونتينجون بأن ذرات الهيدروجين تحت ضغط عالي جداً قريب من 25 جيجاباسكال ستظهر خصائص فلزية وتفقد الترابط مع إلكتروناتها.

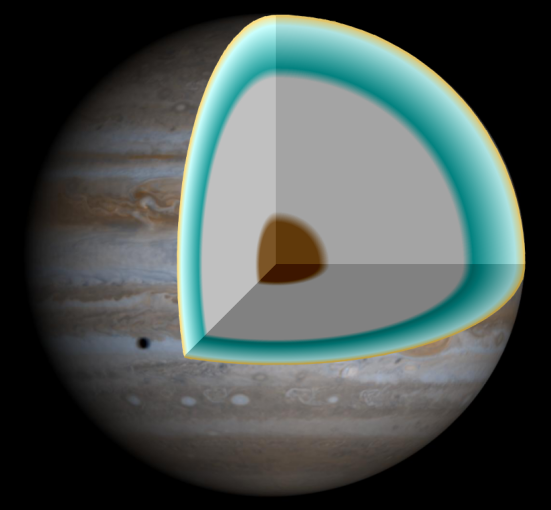

في نهاية المطاف أن الضغط المقترح لتحول الهيدروجين إلى هيدروجين فلزي قليل جداً. وتوجد حالياً بحوث وتقنيات تحاول الوصول إلى ضغط 500 جيجا باسكال، لتشكيل الهيدروجين الفلزي مخبرياً.

## الهيدروجين الفلزي السائل
يكون الهيليوم-4 سائل في الضغط النظامي وعند درجة حرارة قريبة من الصفر المطلق كنتيجة لطاقة النقطة-صفر العالية. وكذلك تكون طاقة نقطة الصفر للبروتونات في الحالات ذات الكثافة، عالية جداً. ويعتقد أن طاقة نقطة الصفر تتناقص مع زيادة الضغط. وقد قام نيل أسكروفت بتقديم البراهين على أن هناك نقطة أنصهار عظمى للهيدروجين المضغوط لكن يوجد أيضاً مجالات للكثافات عند الضغط 400 جيجا باسكال بحيث يكون الهيدروجين الفلزي سائل.

## الموصلية الفائقة
اقترح نيل سنة 1968 بأن الهيدروجين الفلزي قد يكون موصل فائق للكهرباء حتى في حالة وجوده في درجة حرارة الغرفة 290 كلفن وستكون موصليته أكثر من أي مادة أخرى معروفة.